# Liste von Vulkanen in Italien
Dies ist eine Liste von Vulkanen in Italien, die während des Quartärs mindestens einmal aktiv waren.
| Bild | Name                               | Insel, Inselgruppe           | Region, Provinz                                    | Vulkantyp         | Letzte Eruption (Jahr)       | Höhe [m] | Geokoordinaten                |
| ---- | ---------------------------------- | ---------------------------- | -------------------------------------------------- | ----------------- | ---------------------------- | -------- | ----------------------------- |
|      | Albaner Berge (Vulcano Laziale)    | Festland                     | Latium, Rom                                        | Caldera           | vor ca. 355.000 Jahren       | 949      | 41° 44′ 00″ N, 012° 42′ 00″ O |
|      | Amiata                             | Festland                     | Toskana, Grosseto/Siena                            | Lavadome          | vor ca. 180.000 Jahren       | 1738     | 42° 53′ 17″ N, 011° 37′ 22″ O |
|      | Ätna                               | Sizilien                     | Sizilien, Catania                                  | Schichtvulkane    | 2023 (andauernd)             | 3403     | 37° 44′ 03″ N, 015° 00′ 16″ O |
|      | Chirica                            | Lipari, Liparische Inseln    | Sizilien, Messina                                  | Schichtvulkane    | 1230 (± 40 Jahre)            | 602      | 38° 29′ 00″ N, 014° 57′ 00″ O |
|      | Epomeo                             | Ischia, Phlegräische Inseln  | Kampanien, Neapel                                  |                   | 1302                         | 789      | 40° 44′ 00″ N, 013° 53′ 51″ O |
|      | Ferdinandea                        |                              | Straße von Sizilien                                | Submariner Vulkan | 1863                         | −8       | 37° 12′ 00″ N, 012° 42′ 00″ O |
|      | Filo dell’Arpa                     | Alicudi, Liparische Inseln   | Sizilien, Messina                                  | Schichtvulkan     | vor ca. 50.000 Jahren        | 675      | 38° 32′ 38″ N, 014° 21′ 12″ O |
|      | Fossa delle Felci                  | Filicudi, Liparische Inseln  | Sizilien, Messina                                  | Lavadom           | vor ca. 35.000 Jahren        | 774      | 38° 34′ 28″ N, 014° 33′ 20″ O |
|      | Fossa delle Felci, Monte dei Porri | Salina, Liparische Inseln    | Sizilien, Messina                                  | Schichtvulkane    | vor ca. 12.000 Jahren        | 962      | 38° 33′ 53″ N, 014° 50′ 19″ O |
|      | Larderello                         | Festland                     | Toskana, Pisa                                      | Vulkankrater      | 1282                         | 500      | 43° 14′ 00″ N, 010° 53′ 00″ O |
|      | Marsili                            |                              | südliches Tyrrhenisches Meer nördlich von Sizilien | Submariner Vulkan | vor ca. 2100 bis 3000 Jahren | -508     | 39° 15′ N, 014° 24′ O         |
|      | Monte Vulture                      | Festland                     | Basilikata, Potenza                                | Schichtvulkan     | vor ca. 40.000 Jahren        | 1326     | 40° 56′ 54″ N, 015° 38′ 08″ O |
|      | Monti Cimini (Vulcano Cimino)      | Festland                     | Latium, Viterbo                                    | Vulkanfeld        | vor ca. 90.000 Jahren        | 1053     | 42° 21′ 00″ N, 012° 11′ 00″ O |
|      | Monti Volsini (Bolsenasee)         | Festland                     | Latium, Viterbo                                    | Calderen          | vor ca. 2.000 Jahren         | 800      | 42° 36′ 00″ N, 011° 56′ 00″ O |
|      | Palinuro                           |                              | Sizilien, Messina                                  | Submariner Vulkan | vor ca. 10.000 Jahren        | −70      | 39° 29′ 00″ N, 014° 50′ 00″ O |
|      | Panarea                            | Panarea, Liparische Inseln   | Sizilien, Messina                                  | Schichtvulkan     | vor ca. 10.000 Jahren        | 421      | 38° 38′ 00″ N, 015° 04′ 00″ O |
|      | Pantelleria                        | Pantelleria                  | Sizilien, Trapani                                  | Schildvulkan      | 1891                         | 836      | 36° 46′ 00″ N, 012° 01′ 00″ O |
|      | Phlegräische Felder                | Festland                     | Kampanien, Neapel                                  | Caldera           | 1538                         | 458      | 40° 49′ 38″ N, 014° 08′ 20″ O |
|      | Punta Maggiore                     | Ustica                       | Sizilien, Palermo                                  |                   | vor ca. 150.000 Jahren       | 239      | 38° 43′ 00″ N, 013° 12′ 00″ O |
|      | Roccamonfina                       | Festland                     | Kampanien, Caserta                                 |                   | vor ca. 50.000 Jahren        | 1005     | 41° 18′ 00″ N, 013° 59′ 00″ O |
|      | Sabatiner Berge, Vulcano Sabatino  | Festland                     | Latium, Rom                                        | Vulkanfeld        | vor ca. 40.000 Jahren        | 612      | 42° 10′ 00″ N, 012° 14′ 00″ O |
|      | Stromboli                          | Stromboli, Liparische Inseln | Sizilien, Messina                                  | Schichtvulkan     | 2023 (andauernd)             | 924      | 38° 47′ 22″ N, 015° 12′ 47″ O |
|      | Vavilov                            |                              | südliches Tyrrhenisches Meer östlich von Sardinien | Submariner Vulkan | vor ca. 90.000 Jahren        | -793     | 39° 51′ N, 012° 35′ O         |
|      | Vesuv                              | Festland                     | Kampanien, Neapel                                  | Somma-Vulkan      | 1944                         | 1281     | 40° 49′ 17″ N, 014° 25′ 34″ O |
|      | Vulcano                            | Vulcano, Liparische Inseln   | Sizilien, Messina                                  | Schichtvulkane    | 1890                         | 500      | 38° 24′ 13″ N, 014° 57′ 42″ O |